# W przededniu (powieść Iwana Turgieniewa)
W przededniu (oryg. ros. Накануне) – powieść Iwana Turgieniewa wydana po raz pierwszy w 1860 w czasopiśmie Russkij wiestnik.

## Okoliczności powstania utworu
W przededniu jest kontynuacją literackich refleksji Turgieniewa nad współczesnym autorowi środowiskiem ubogiej szlachty rosyjskiej, jej życiem i systemem wartości. Pisarz wrócił do poruszonego już w powieści Rudin wątku szlachcica sympatyzującego z radykalnie demokratycznymi ideami, pragnąc dokonać portretu psychologicznego takiej postaci i ocenić autentyczną realizację w jej życiu głoszonych ideałów politycznych.
Inspiracją dla ostatecznego kształtu utworu była postać bułgarskiego rewolucjonisty Katranowa, który podobnie jak powieściowy Insarow spędził wiele lat w Rosji, po czym zmarł w Wenecji, w drodze do ojczyzny. Jego historię Turgieniew poznał od swojego sąsiada nazwiskiem Karatiejew, który spisał ją i upoważnił pisarza do wykorzystania w późniejszej powieści. 

## Treść
Główna bohaterka utworu, Helena Nikołajewna Stachowa, odrzuciwszy uprzednio rzeźbiarza Szubina, przyszłego profesora uniwersytetu Bierseniewa oraz szlachcica Kurnatowskiego, zakochuje się z bułgarskim demokracie Dymitrze Insarowie, zachwycona jego postawą wobec życia. Insarow, w odróżnieniu od znanych Helenie rosyjskich intelektualistów, jest człowiekiem czynu, pragnącym wziąć udział w walce o wyzwolenie Bułgarii. Młodzi biorą tajny ślub, po czym wyjeżdżają z Rosji do Austrii i Wenecji, skąd mają nadzieję przedostać się do Bułgarii. Insarow nagle umiera jednak na gruźlicę. W ostatnim liście do rodziny Helena zapowiada chęć wyjazdu na front wojny krymskiej jako siostra miłosierdzia, by w ten sposób wziąć udział w walce, o której marzył jej ukochany. Następnie zrywa z nimi wszelki kontakt.

## Wymowa utworu
Turgieniew pragnął dokonać w W przededniu analizy współczesnego sobie typu "szlacheckiego rewolucjonisty", pełnego ideałów, ale niekonsekwentnego w działaniu i praktycznie niezdolnego do czynu. Chociaż podkreślał wysokie walory moralne Insarowa (podobnych bohaterów przedstawił również w powieści Nowizna), nie ukrywał, iż uważał go raczej za postać podobną do Hamleta, skupiającą się raczej na rozmyślaniach niż na działaniach praktycznych. Z drugiej strony wielokrotnie kontrastuje Insarowa z Bierseniewem i Szubinem, wskazując, że wybór Heleny - symbolu całej Rosji - miał znaczenie metaforyczne. Bohaterka, dobra i szczera kobieta, wybierała w osobie bułgarskiego demokraty przedstawiciela tej postawy życiowej, która była najbardziej potrzebna jej krajowi.
Na kartach W przededniu Turgieniew wyłożył również własną koncepcję miłości jako ciągłej ofiary, jaką dwoje ludzi składa sobie wzajemnie. Jego bohaterowie są przekonani o niemożności połączenia działania użytecznego społecznie z osobistym szczęściem - chorobę Insarowa przyjmują jak nieuchronną karę za wcześniejszą miłość.

## Recepcja
Bezpośrednio po publikacji powieści ukazał się artykuł krytyczny na jej temat autorstwa Nikołaja Dobrolubowa, zatytułowany Kiedy nadejdzie dzień rzeczywisty?, w którym autor zarzucił Turgieniewowi stronnicze ukazanie postaci demokraty i niesłuszne unikanie charakterystyki rosyjskiego ruchu rewolucyjnego poprzez uczynienie głównego bohatera Bułgarem. Równocześnie był zachwycony postacią Heleny, którą - w odróżnieniu od wcześniejszych kobiet pojawiających się w utworach Turgieniewa - uznał za prawdziwą bohaterkę i trafny symbol Rosji.
Powieść wywołała kontrowersje w rosyjskich środowiskach demokratycznych i liberalnych - tytuł odczytywano jako zapowiedź wybuchu w Rosji rewolucji (różnie pojmowanej), czy chociażby pojawienia się nowego ideowego przywódcy, którego symbolem miał być Insarow.